# 中甸对囊蕨
中甸对囊蕨（学名：Deparia auriculata var. zhongdianensis）也称为中甸蛾眉蕨，为蹄盖蕨科对囊蕨属下的一个变种。